# فلوئورواستیل کلرید
فلوئورواستیل کلرید (انگلیسی: Fluoroacetyl chloride) یک ترکیب آسیل کلرید است.